# بالی‌هو (بازی ویدئویی)
بالی هو (به انگلیسی: Ballyhoo) یک بازی ویدئویی تعاملی و تخیلی است که در سال ۱۹۸۶ توسط شرکت بازی سازی اینفوکام برای پلتفرم‌های آمیگا، آمستراد سی پی سی، آمستراد پی‌سی‌دبلیو، اپل ۲، آتاری ۸-بیت، آتاری اس تی، کمودور ۶۴، ام اس-داس، مکینتاش و تی آر اس-۸۰ تولید و منتشر شد. این بازی نوزدهمین بازی تولیدی شرکت اینفوکام است. در سال ۱۹۸۹ نیز یک نسخه از این بازی برای رایانه خانگی تی آی-۴/۹۹آ ساخته شد که وظیفه انتشار آن در آمریکای شمالی بر عهده شرکت «اسگارد سافت ویر» بود.

## داستان بازی
قهرمان بازی یکی از شیفتگان سیرک است که بعد از تماشای نمایش Tomas Munrab (مدیر سیرک)، به جای خارج شدن از سیرک به سمت چادر تمرین دلقک‌ها و بندبازان سیرک می‌رود تا شاید بتواند حرکات جدیدی از آن‌ها را هنگام تمرین مشاهده کند. اما در عوض، گفتگوی عجیبی را می‌شنود. مالک سیرک یک کارآگاه الکلی را مأمور می‌کند تا دخترش «چلسی» را که ربوده شده، بیابد. او همچنین اعتقاد دارد که کارمندانش امکان ندارد که مجرم باشند و در حق او چنین خیانتی را انجام دهند.
قهرمان تصمیم می‌گیرد شخصاً شروع به تحقیق در این مورد کند، اما متوجه می‌شود که کارکنان سیرک از این دخالت بیجا، ناراحت می‌شوند. بازیباز در طول داستان بازی و برای پیشبرد داستان در قالب تعدادی از عوامل سیرک در می‌آید، مانند: پوشیدن لباس یک دلقک، راه رفتن روی بند در ارتفاع زیاد و رام کردن شیرهای سیرک.

## نکته‌هایی در مورد بازی
اغلب بازی‌های ساخته شده توسط شرکت اینفوکام علاوه بر مدیای بازی، شامل وسایل اضافه‌ای در بسته‌بندی بازی هستند که به بازی ربط پیدا می‌کنند. این ملحقات اصطلاحاً feelies نامیده می‌شوند. این بازی نیز بر همین اساس دارای ملحقاتی می‌باشد:
- یک بلیط سیرک
- یک بادکنک که بر روی آن بعضی شعارهای معروف داخل بازی چاپ شده‌است.
- یک Trade card برای یک دکتر خیالی به نام Dr. Nostrum's Extract که حاوی یک داروی ویژه با ۱۹٪ الکل است.

نام مالک سیرک در بازی Munrab در واقع برعکس شده نام "Barnum" می‌باشد.
درجه سختی این بازی، متوسط ارزیابی شده‌است.
مجموعه ۲۰ بازی از شرکت اینفوکام با عنوان «گنجینه‌های گمشده اینفوکام» در سال ۱۹۹۱ توسط اینفوکام تولید و به وسیله اکتیویژن منتشر شد که بازی «بالی هو» نیز یکی از عناوین داخل آن بود. این نسخه از بازی فاقد بعضی از اطلاعات لازم و مورد نیاز برای تکمیل بازی بود. در قسمتی از بازی، بازیباز باید یک رادیو را روشن کرده و فرکانس مربوطه را برای پیشرفت داستان بازی وارد نماید، اطلاعات مربوط به این فرکانس رادیویی در صفحه آخر دفترچه بازی این مجموعه، از قلم افتاده بود.